# Gynacantha pasiphae
Gynacantha pasiphae – gatunek ważki z rodziny żagnicowatych (Aeshnidae).